# 錫爾巴河
錫爾巴河（Sirba）是西非的河流，屬於尼日爾河的支流，從布基納法索的發源地往東流，成為布基納法索與尼日爾接壤的邊界，最終在距離尼日爾的尼亞美50公里處注入尼日爾河。